# Lycium chanar
Lycium chanar ist eine Pflanzenart aus der Gattung der Bocksdorne (Lycium) in der Familie der Nachtschattengewächse (Solanaceae).

## Beschreibung
Lycium chanar ist ein 0,3 bis 1 m hoher, aufrechter Strauch. Seine Laubblätter sind behaart, 2 bis 12 mm lang und 0,3 bis 0,5 mm breit.
Die Blüten sind zwittrig und vier- oder fünfzählig. Der Kelch ist glockenförmig und behaart. Die Kelchröhre ist 2 bis 3 mm lang und mit 1,5 bis 2,5 mm langen Kelchzipfeln besetzt. Die Krone ist spreizend und weiß, weißlich-gelb oder weißlich-lila gefärbt. Die Kronröhre ist 6 bis 9 mm lang, die Länge der Kronlappen beträgt 1,5 bis 2,3 mm. Die Staubfäden sind auf etwa 2 bis 3 mm an der Basis behaart.
Die Frucht ist eine rote, kugelförmige Beere mit einer Länge von etwa 4 mm und einer Breite von etwa 3 mm. Je Fruchtknotenfach wird ein einzelner Samen gebildet.
Die Chromosomenzahl beträgt 2n = 24.

## Vorkommen
Die Art ist in Südamerika verbreitet und kommt dort in Argentinien in den Provinzen Catamarca, La Rioja, Mendoza, Salta und San Juan, sowie in Bolivien vor.

## Systematik
Innerhalb der Bocksdorne (Lycium) wird die Art nach phylogenetischen Untersuchungen in eine Klade mit anderen argentinischen und chilenischen Arten der Gattung gruppiert. Diese Arten sind jedoch näher mit einer Klade mit altweltlichen Arten verwandt als zu einer großen Klade mit anderen Arten vom amerikanischen Kontinent. Zu den nahe verwandten argentinischen und chilenischen Arten gehören Lycium ameghinoi, Lycium fuscum, Lycium stenophyllum und Lycium minutifolium.